# Skalka (Hazlov)
Skalka (německy Rommersreuth) je vesnice a část obce Hazlov v okrese Cheb v Karlovarském kraji.

## Geografie
Skalka leží asi dva kilometry severozápadně od Hazlova a pět kilometrů jihovýchodně od Aše. Na severu sousedí s vesnicí Výhledy, a zhruba dva kilometry jihozápadně se nachází Lipná. Skalka se nachází na úpatí Goethova vrchu, v nadmořské výšce 612 metrů. V blízkosti vesnice se nachází chráněné křemenné útvary zvané Goethovy skály.

## Historie
První písemná zmínka o Skalce pochází z roku 1224. Skalka byla častým cílem turistů díky nedalekým křemenným valům, kde se pravidelně zastavoval básník Johann Wolfgang von Goethe. Před druhou světovou válkou žilo ve Skalce skoro 300 obyvatel. Po odsunu německého obyvatelstva nebyla oblast plně dosídlena, a počet obyvatel značně poklesl.
Zajímavostí je, že když se J. W. Goethe v okolí zastavoval, spojoval německé jméno obce (Rommersreuth) s římským osídlením. Jedná se však o chybný Goethův výklad, protože římská kolonizace zde nebyla nikdy doložena. Goethe se však se svou teorií svěřil místnímu faráři, který poté tuto myšlenku začal prezentovat v tehdejším vědeckém světě, a oblast tak zpopularizoval.

## Obyvatelstvo
Při sčítání lidu v roce 1921 zde žilo 280 obyvatel, z nichž byli tři Čechoslováci a 277 obyvatel německé národnosti. K římskokatolické církvi se hlásilo 275 obyvatel, pět k církvi evangelické.
| Rok            | 1869 | 1880 | 1890 | 1900 | 1910 | 1921 | 1930 | 1950 | 1961 | 1970 | 1980 | 1991 | 2001 | 2011 | 2021 |
| -------------- | ---- | ---- | ---- | ---- | ---- | ---- | ---- | ---- | ---- | ---- | ---- | ---- | ---- | ---- | ---- |
| Počet obyvatel | 402  | 419  | 375  | 374  | 345  | 280  | 295  | 112  | 80   | 38   | 34   | 34   | 125  | 128  | 25   |
| Počet domů     | 47   | 51   | 55   | 57   | 58   | 55   | 55   | 63   | -    | 11   | 8    | 14   | 11   | 12   | 11   |

## Obecní správa
Při sčítání lidu v letech 1850–1868 Skalka byla osadou obce Hazlov v okrese Aš. V letech 1869–1959 byla samostatnou obcí v okrese Aš spolu s dnes již zaniklou vesnicí Otov (Ottengrün). Od roku 1960 je opět částí obce Hazlov v okrese Cheb. V letech 1869–1879 k obci patřily Lipná a Polná, v letech 1869–1887 Nový Žďár, v letech 1869–1899 Výhledy a v letech 1869–1920 také Nebesa.

## Pamětihodnosti
- Kamenný kříž z roku 1675.[9]
- Památník obětem první světové války odhalený v roce 1925 se zachoval v dobrém stavu, na rozdíl od památníku v sousedních Výhledech.
- Boží muka se zde nacházejí dvoje, jedny z nich pocházejí z roku 1856, na druhých již nejsou nápisy čitelné.
- Hrázděný dům čp. 29 s hrázděnou stodolou jsou součástí statku chebského typu. Statek je však ve velmi špatném stavu.
- PP Goethova skalka

## Turistika
Skalkou prochází cyklotrasy 2057 (z Hranic do Chebu) a 2064 (ze Skalky do Táborské), a modrá turistická značka vedoucí z Hazlova, přes Goethovy skály, Aš, Háj a Doubravu až do Studánky.

## Galerie

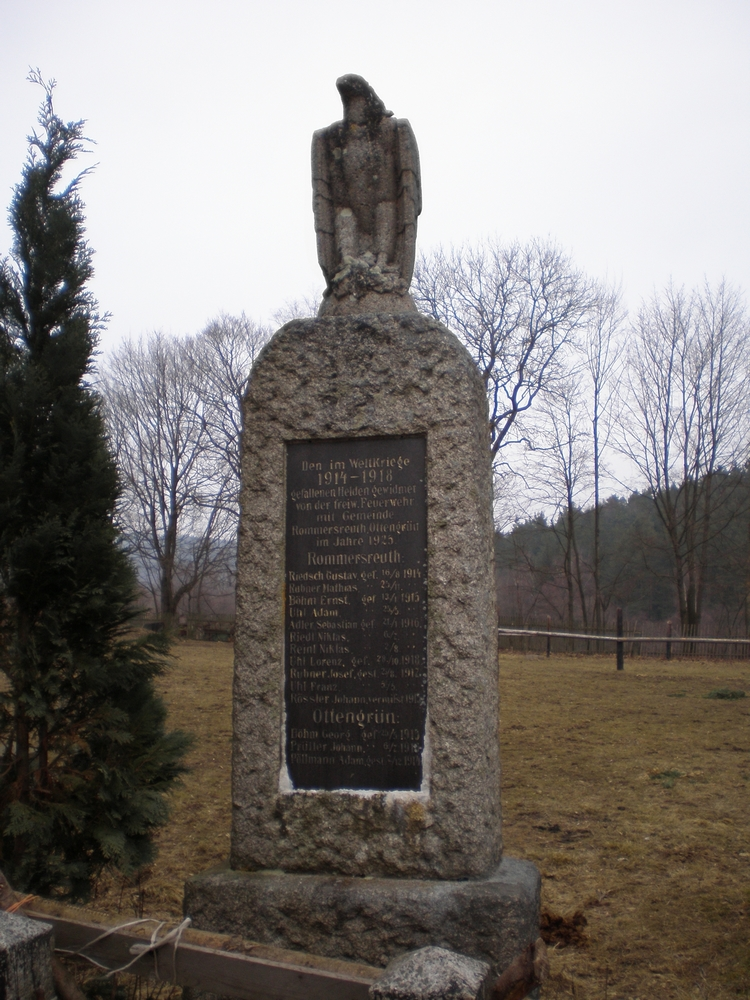
Památník obětem první světové války
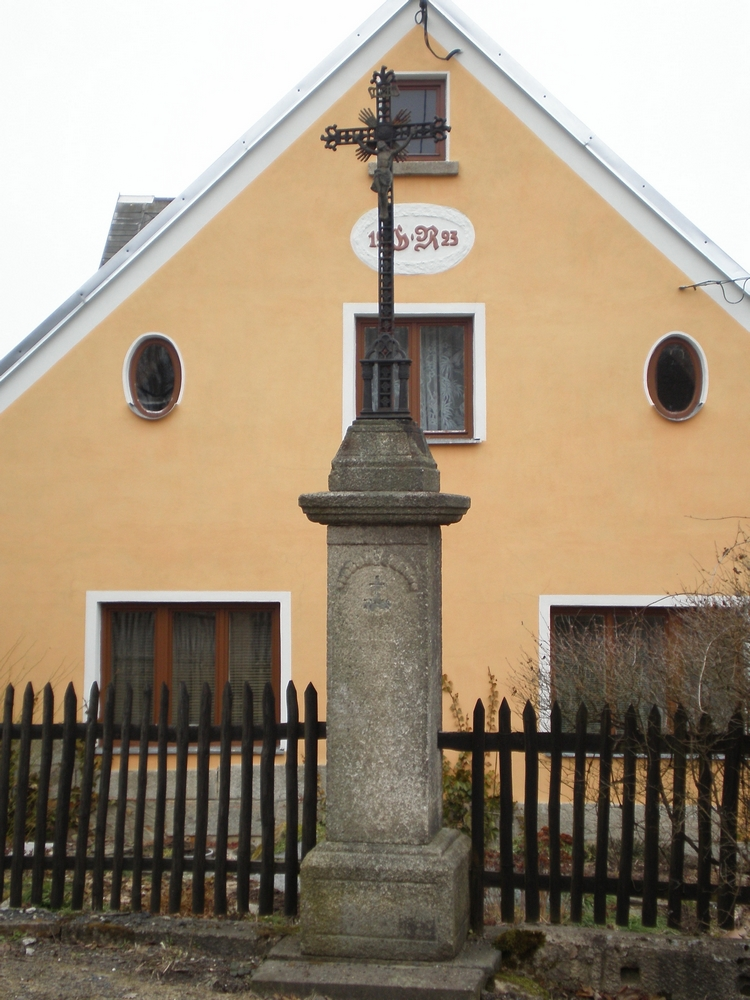
Boží muka
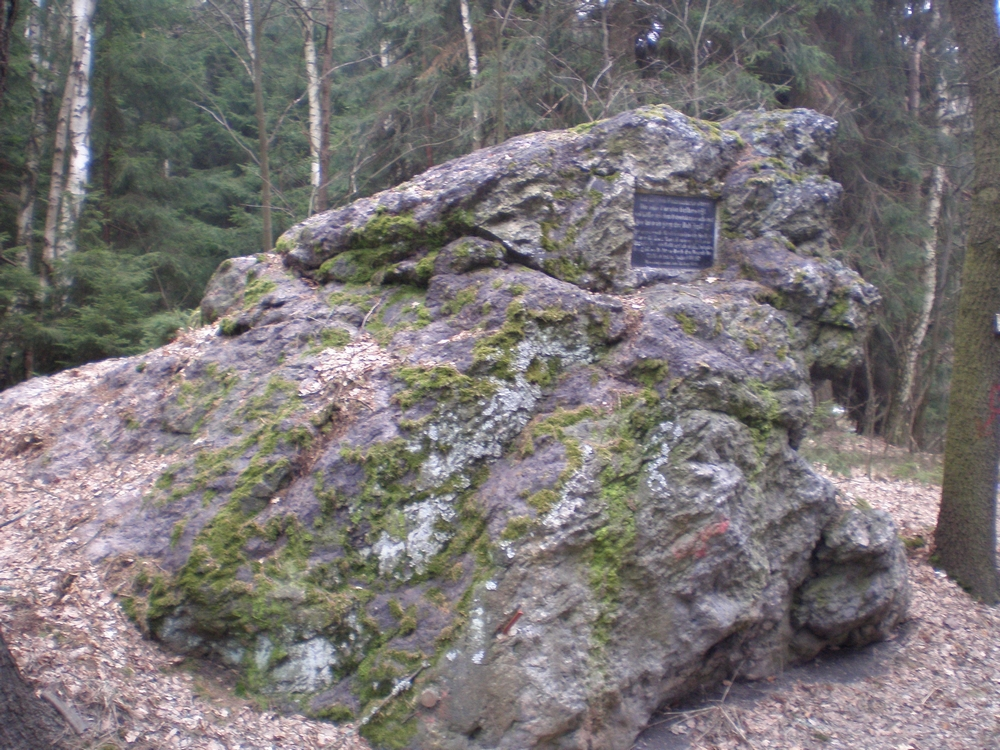
Goethův kámen